# Nati nel 1702
| Questa pagina contiene informazioni ricavate automaticamente dalle voci biografiche con l'ausilio del template Bio e di un bot. L'aggiornamento è periodico e automatico e ricostruisce completamente la pagina. Se manca una persona in questa lista, sei pregato di non aggiungerla, ma accertati piuttosto che la sua voce biografica contenga il template Bio e che i dati anagrafici siano correttamente compilati. Se il template Bio manca, inseriscilo tu stesso o, in alternativa, metti l'avviso {{tmp\|Bio}} che ne segnala la mancanza. Se i dati riportati sono sbagliati, correggi direttamente la voce biografica; le modifiche saranno visibili in questa lista entro pochi giorni. Per chiarimenti vedi il progetto biografie. La lista contiene solo le 100 persone che sono citate nell'enciclopedia e per le quali è stato implementato correttamente il template Bio. Pagina aggiornata al 7 gen 2025. |

## Gennaio(10)
- 2 gennaio - Giuseppe Palazzotto, architetto italiano († 1764)
- 6 gennaio - José de Nebra, compositore spagnolo († 1768)
- 7 gennaio - Carlo Ginori, nobile, politico e imprenditore italiano († 1757)
- 10 gennaio - Johannes Zick, pittore tedesco († 1762)
- 12 gennaio - Joseph Aved, pittore francese († 1766)
- 12 gennaio - Józef Załuski, vescovo cattolico e politico polacco († 1774)
- 14 gennaio - Nakamikado, imperatore giapponese († 1737)
- 18 gennaio - Sava II Petrović-Njegoš, vescovo ortodosso serbo († 1782)
- 24 gennaio - Federica Enrichetta di Anhalt-Bernburg, nobile († 1723)
- 25 gennaio - Alessandro Dori, architetto italiano († 1772)

## Febbraio(3)
- 3 febbraio - Giovanni Battista Vaccarini, architetto italiano († 1768)
- 6 febbraio - Giovanni Carmine Pellerano, arcivescovo cattolico italiano († 1783)
- 10 febbraio - Carlo Marchionni, architetto e scultore italiano († 1786)

## Marzo(11)
- 2 marzo - Enrichetta Maria di Brandeburgo-Schwedt, nobildonna († 1782)
- 2 marzo - Pier Paolo Molinelli, chirurgo italiano († 1764)
- 4 marzo - Jack Sheppard, criminale britannico († 1724)
- 8 marzo - Anne Bonny, pirata irlandese († 1782)
- 13 marzo - Burkhardt Tschudi, cembalaro svizzero († 1773)
- 17 marzo - Luigi Mattei, cardinale e nobile italiano († 1758)
- 20 marzo - Giovanni Ludovico Luchi, religioso, storico e paleografo italiano († 1788)
- 25 marzo - Pieter Teyler van der Hulst, mercante, banchiere e mecenate olandese († 1778)
- 26 marzo - Pierre Ignace Parrocel, incisore e pittore francese († 1775)
- 27 marzo - Johann Ernst Eberlin, compositore tedesco († 1762)
- 31 marzo - Barthélemy-Christophe Fagan, drammaturgo francese († 1755)

## Aprile(4)
- 5 aprile - Stephen Leake, numismatico, genealogista e araldista britannico († 1773)
- 18 aprile - Carlo Gregori, incisore italiano († 1759)
- 20 aprile - Zenón de Somodevilla y Bengoechea, politico spagnolo († 1781)
- 28 aprile - Carlo Massimiliano di Dietrichstein, nobile boemo († 1784)

## Maggio(9)
- 1º maggio - Vincenzo Martinelli, scrittore italiano († 1785)
- 2 maggio - Friedrich Christoph Oetinger, teologo e teosofo tedesco († 1782)
- 3 maggio - Pietro Tabarrani, medico e anatomista italiano († 1780)
- 21 maggio - John Rous, militare britannico († 1760)
- 24 maggio - Marco Alvise Pitteri, incisore italiano († 1786)
- 24 maggio - Giuseppe Federico Ernesto di Hohenzollern-Sigmaringen, principe († 1769)
- 27 maggio - Enrichetta d'Este, nobile italiana († 1777)
- 29 maggio - Michele Carlo Althann, vescovo cattolico tedesco († 1756)
- 31 maggio - Giulio Rucellai, politico italiano († 1778)

## Giugno(5)
- 5 giugno - Willem van Keppel, II conte di Albemarle, militare britannico († 1754)
- 7 giugno - Luigi Giorgio di Baden-Baden, sovrano tedesco († 1761)
- 19 giugno - Fryderyk August Rutowski, generale e nobile polacco († 1764)
- 25 giugno - Antonino Sersale, cardinale e arcivescovo cattolico italiano († 1775)
- 26 giugno - Philip Doddridge, teologo inglese († 1751)

## Luglio(5)
- 6 luglio - Franz Anton Maichelbeck, organista e compositore tedesco († 1750)
- 12 luglio - Karl Philipp Franz von Hohenlohe-Bartenstein, principe e magistrato tedesco († 1763)
- 18 luglio - Maria Clementina Sobieska, principessa polacca († 1735)
- 28 luglio - Sigismondo IV Gonzaga, marchese († 1779)
- 30 luglio - Stepan Fëdorovič Apraksin, generale, diplomatico e politico russo († 1758)

## Agosto(6)
- 2 agosto - Dietrich di Anhalt-Dessau, nobile tedesco († 1769)
- 15 agosto - Francesco Zuccarelli, pittore italiano († 1788)
- 16 agosto - Roque Joaquín de Alcubierre, ingegnere e archeologo spagnolo († 1780)
- 17 agosto - Muhammad Shah,  indiano († 1748)
- 20 agosto - Gennaro Carmignano, vescovo cattolico italiano († 1770)
- 28 agosto - Gian Filippo d'Orléans, nobile francese († 1748)

## Settembre(5)
- 2 settembre - Philipp Daniel Lippert, archeologo e illustratore tedesco († 1785)
- 4 settembre - Legall de Kermeur, scacchista francese († 1792)
- 12 settembre - Gennaro Maria Sarnelli, presbitero e missionario italiano († 1744)
- 14 settembre - Ercole Lelli, anatomista, scultore e pittore italiano († 1766)
- 20 settembre - Francesco Serao, medico, fisico e geologo italiano († 1783)

## Ottobre(5)
- 4 ottobre - Honoré-Armand de Villars, militare francese († 1770)
- 5 ottobre - Odoardo Corsini, religioso, matematico e filosofo italiano († 1765)
- 5 ottobre - Giuseppe Federico di Sassonia-Hildburghausen, generale austriaco († 1787)
- 9 ottobre - Villim Villimovič Fermor, generale russo († 1771)
- 22 ottobre - Frédéric Maurice Casimir de La Tour d'Auvergne, nobile francese († 1723)

## Novembre(4)
- 1º novembre - Michail Andreevič Belosel'skij-Belozerskij, generale russo († 1755)
- 17 novembre - Giovanni Antonio Lecchi, gesuita e matematico italiano († 1776)
- 26 novembre - Paulo António de Carvalho e Mendonça, cardinale portoghese († 1770)
- 30 novembre - Giulio Matteo Natali, vescovo cattolico italiano († 1782)

## Dicembre(6)
- 1º dicembre - Maurizio Adolfo Carlo di Sassonia-Zeitz-Neustadt, vescovo cattolico tedesco († 1759)
- 2 dicembre - Beltrame Cristiani, politico e diplomatico italiano († 1758)
- 11 dicembre - Friedrich Wilhelm von Haugwitz, politico austriaco († 1765)
- 21 dicembre - Tommaso Crudeli, poeta e giurista italiano († 1745)
- 22 dicembre - Jean-Étienne Liotard, pittore svizzero († 1789)
- 31 dicembre - Carlo II Federico di Montmorency-Luxembourg, nobile e generale francese († 1764)

## Senza giorno specificato(27)
- Matthijs Accama, pittore olandese († 1783)
- Francisco António de Almeida, compositore e organista portoghese († 1755)
- Johann Carl Wendelin Anreiter von Zirnfeld, pittore austriaco († 1747)
- Annibale Antonini, filologo, grammatico e lessicografo italiano († 1755)
- Pierre-Alexandre Aveline, incisore e illustratore francese († 1760)
- Thomas Bayes, matematico britannico († 1761)
- Alessandro Besozzi, oboista e compositore italiano († 1793)
- Felice Biella, pittore italiano († 1786)
- Joseph Broussard, patriota canadese († 1765)
- Ferdinando Maria Campani, pittore italiano († 1771)
- Perkeo, giullare austriaco († 1735)
- Placido Costanzi, pittore italiano († 1759)
- Jean-Baptiste Baillon de Fontenay, orologiaio francese († 1772)
- Saverio Graziano, medico italiano († 1780)
- Maria Cecilia Guardi, modella italiana († 1779)
- Edward Holland, politico statunitense († 1756)
- Ignazio Isler, religioso, scrittore e poeta italiano († 1788)
- Thomas Arthur de Lally-Tollendal, militare francese († 1766)
- Loftur Þorsteinsson, presbitero islandese
- Giambattista Pasquali, editore e tipografo italiano († 1784)
- Vasilij Vasil'evič Prončiščev, esploratore russo († 1736)
- Angelo Rasori, architetto e scultore italiano
- Giovanni Antonio Sanz, scultore italiano
- Maria Skerritt, nobildonna inglese († 1738)
- Giuseppe Tivani, scultore italiano († 1772)
- Giuseppe Turbini, pittore italiano († 1788)
- Marcin Józef Żebrowski, compositore e musicista polacco († 1770)